# Андреас Юганссон (хокеїст)
Андреас Юганссон (швед. Andreas Johansson, нар. 19 травня 1973, Гуфорс) — шведський хокеїст, що грав на позиції центрального нападника, крайнього нападника. Грав за збірну команду Швеції. Згодом — хокейний тренер.

## Ігрова кар'єра
Хокейну кар'єру розпочав 1987 року.
1991 року був обраний на драфті НХЛ під 136-м загальним номером командою «Нью-Йорк Айлендерс». 
Протягом професійної клубної ігрової кар'єри, що тривала 19 років, захищав кольори команд «Фер'єстад», «Нью-Йорк Айлендерс», «Піттсбург Пінгвінс», «Оттава Сенаторс», «Калгарі Флеймс», «Тампа-Бей Лайтнінг», «Берн», «Нью-Йорк Рейнджерс», «Нашвілл Предаторс», «Женева-Серветт», СКА (Санкт-Петербург) та «Лександ».
У 2009 році завершив кар'єру гравця.
Загалом провів 386 матчів у НХЛ, включаючи 9 ігор плей-оф Кубка Стенлі.
Був гравцем молодіжної збірної Швеції. Виступав за національну збірну Швеції, на головних турнірах світового хокею провів 43 гри в її складі.

## Тренерська кар'єра
Працював асистентом головного тренера спочатку в команді МОДО з 2010 по 2011 роки, а через два роки у клубі «Фер'єстад».
У 2014 році очолював тренерський штаб команди «Седертельє», надалі сезон відпрацював у клубі ГВ-71. З 2015 по 2017 роки очолював тренерський штаб команди МОДО.

## Статистика

### Клубні виступи
| Сезон              | Клуб                   | Ліга               | Регулярний сезон | Регулярний сезон | Регулярний сезон | Регулярний сезон | Регулярний сезон | Плей-оф | Плей-оф | Плей-оф | Плей-оф | Плей-оф |
| Сезон              | Клуб                   | Ліга               | І                | Г                | П                | О                | ШХ               | І       | Г       | П       | О       | ШХ      |
| ------------------ | ---------------------- | ------------------ | ---------------- | ---------------- | ---------------- | ---------------- | ---------------- | ------- | ------- | ------- | ------- | ------- |
| 1987–88            | «Гуфорс»               | Швеція 3           | 1                | 0                | 0                | 0                | 0                | —       | —       | —       | —       | —       |
| 1988–89            | «Гуфорс»               | Швеція 3           | 28               | 19               | 11               | 30               |                  | —       | —       | —       | —       | —       |
| 1989–90            | «Фалу»                 | Швеція U20         |                  |                  |                  |                  |                  |         |         |         |         |         |
| 1989–90            | «Фалу»                 | Швеція 2           | 21               | 3                | 1                | 4                | 14               | —       | —       | —       | —       | —       |
| 1990–91            | «Фалу»                 | Швеція 2           | 31               | 12               | 10               | 22               | 38               | —       | —       | —       | —       | —       |
| 1991–92            | «Фер'єстад»            | Елітсерія          | 30               | 3                | 1                | 4                | 10               | 6       | 0       | 0       | 0       | 4       |
| 1992–93            | «Фер'єстад»            | Елітсерія          | 38               | 4                | 7                | 11               | 38               | 2       | 0       | 0       | 0       | 0       |
| 1993–94            | «Фер'єстад»            | Елітсерія          | 20               | 3                | 6                | 9                | 6                | —       | —       | —       | —       | —       |
| 1993–94            | «Фер'єстад»            | Елітсерія          | 18               | 8                | 10               | 18               | 18               | 3       | 1       | 4       | 5       | 2       |
| 1994–95            | «Фер'єстад»            | Елітсерія          | 36               | 9                | 10               | 19               | 42               | 4       | 0       | 0       | 0       | 10      |
| 1995–96            | «Нью-Йорк Айлендерс»   | НХЛ                | 3                | 0                | 1                | 1                | 0                | —       | —       | —       | —       | —       |
| 1995–96            | «Вустер АйсКетс»       | АХЛ                | 29               | 5                | 5                | 10               | 32               | —       | —       | —       | —       | —       |
| 1995–96            | «Юта Гріззліс»         | ІХЛ                | 22               | 4                | 13               | 17               | 28               | 12      | 0       | 5       | 5       | 6       |
| 1996–97            | «Нью-Йорк Айлендерс»   | НХЛ                | 15               | 2                | 2                | 4                | 0                | —       | —       | —       | —       | —       |
| 1996–97            | «Піттсбург Пінгвінс»   | НХЛ                | 27               | 2                | 7                | 9                | 20               | —       | —       | —       | —       | —       |
| 1996–97            | «Клівленд Ламберджекс» | ІХЛ                | 10               | 2                | 4                | 6                | 42               | 11      | 1       | 5       | 6       | 8       |
| 1997–98            | «Піттсбург Пінгвінс»   | НХЛ                | 50               | 5                | 10               | 15               | 20               | 1       | 0       | 0       | 0       | 0       |
| 1998–99            | «Оттава Сенаторс»      | НХЛ                | 69               | 21               | 16               | 37               | 34               | 2       | 0       | 0       | 0       | 0       |
| 1999–2000          | «Калгарі Флеймс»       | НХЛ                | 28               | 3                | 7                | 10               | 14               | —       | —       | —       | —       | —       |
| 1999–2000          | «Тампа-Бей Лайтнінг»   | НХЛ                | 12               | 2                | 3                | 5                | 8                | —       | —       | —       | —       | —       |
| 2000–01            | «Берн»                 | НЛА                | 40               | 15               | 29               | 44               | 94               | 7       | 5       | 4       | 9       | 0       |
| 2001–02            | «Нью-Йорк Рейнджерс»   | НХЛ                | 70               | 14               | 10               | 24               | 46               | —       | —       | —       | —       | —       |
| 2002–03            | «Нашвілл Предаторс»    | НХЛ                | 56               | 20               | 17               | 37               | 22               | —       | —       | —       | —       | —       |
| 2003–04            | «Нашвілл Предаторс»    | НХЛ                | 47               | 12               | 15               | 27               | 26               | 6       | 0       | 0       | 0       | 0       |
| 2003–04            | «Мілуокі Едміралс»     | АХЛ                | 1                | 0                | 0                | 0                | 2                | —       | —       | —       | —       | —       |
| 2004–05            | «Женева-Серветт»       | НЛА                | 40               | 12               | 26               | 38               | 60               | 4       | 0       | 6       | 6       | 24      |
| 2005–06            | «Женева-Серветт»       | НЛА                | 34               | 10               | 17               | 27               | 89               | —       | —       | —       | —       | —       |
| 2006–07            | «Фер'єстад»            | Елітсерія          | 19               | 2                | 11               | 13               | 20               | —       | —       | —       | —       | —       |
| 2007–08            | СКА (Санкт-Петербург)  | Росія              | 49               | 14               | 21               | 35               | 70               | 6       | 1       | 1       | 2       | 16      |
| 2009–10            | «Лександ»              | Аллсвенскан        | 1                | 0                | 0                | 0                | 0                | —       | —       | —       | —       | —       |
| Усього в Елітсерії | Усього в Елітсерії     | Усього в Елітсерії | 143              | 21               | 35               | 56               | 122              | 12      | 0       | 0       | 0       | 14      |
| Усього в НХЛ       | Усього в НХЛ           | Усього в НХЛ       | 377              | 81               | 88               | 169              | 190              | 9       | 0       | 0       | 0       | 0       |
| Усього в НЛА       | Усього в НЛА           | Усього в НЛА       | 114              | 37               | 72               | 109              | 243              | 11      | 5       | 10      | 15      | 24      |

### Збірна
| Рік                | Команда            | Турнір             | І  | Г | П  | О  | ШХ |
| ------------------ | ------------------ | ------------------ | -- | - | -- | -- | -- |
| 1991               | Швеція             | ЮЧЄ                | 5  | 5 |    |    |    |
| 1992               | Швеція             | МЧС                | 7  | 1 | 2  | 3  | 4  |
| 1993               | Швеція             | МЧС                | 7  | 1 | 5  | 6  | 14 |
| 1995               | Швеція             | ЧС                 | 8  | 3 | 6  | 9  | 8  |
| 1996               | Швеція             | КС                 | 2  | 0 | 0  | 0  | 2  |
| 1998               | Швеція             | ОІ                 | 4  | 0 | 0  | 0  | 2  |
| 2001               | Швеція             | ЧС                 | 9  | 3 | 2  | 5  | 10 |
| 2002               | Швеція             | ЧС                 | 9  | 1 | 3  | 4  | 18 |
| 2004               | Швеція             | ЧС                 | 7  | 0 | 3  | 3  | 10 |
| 2004               | Швеція             | КС                 | 4  | 0 | 0  | 0  | 4  |
| Національна збірна | Національна збірна | Національна збірна | 43 | 7 | 14 | 21 | 54 |